# Supercoppa bielorussa 2023 (pallavolo maschile)
La Supercoppa bielorussa 2023, 7ª edizione della Supercoppa nazionale di pallavolo maschile, si è svolta il 5 ottobre 2023: al torneo hanno partecipato due squadre di club bielorusse e la vittoria finale è andata per la quinta volta, la seconda consecutiva, allo Šachcër Salihorsk.

## Formula
La formula ha previsto una gara unica.

## Squadre partecipanti
| Squadra           | Qualificazione                                               |
| ----------------- | ------------------------------------------------------------ |
| Budaŭnik Minsk    | 2ª in Vysšaja Liha 2022-23                                   |
| Šachcër Salihorsk | Vincitrice Coppa di Bielorussia 2022-23/Vysšaja Liha 2022-23 |

## Torneo
| 5 ottobre 2023 Palazzetto dello sport Uruczje, Minsk Durata: 1h:13 - Spettatori: ? | Šachcër Salihorsk | 3 - 0 | Budaŭnik Minsk | 25-16, 25-16, 25-21 |